# عودة إلى أرض الأحلام
عودة إلى أرض الأحلام هو فيلم تم إنتاجه في الولايات المتحدة وصدر في سنة 2002.

## القصة
تدور احداث القصة في لندن عند هجوم الحرب العالمية الثانية في 1940، صديقة بيتر بان، ويندي، أصبحت كبيرة واصبح لديها طفلين: طفلة، جين؛ وطفل، داني. زوجها، أدوارد، بعث ليعارك في الحرب. ويندي حاولت ان تجعلهم يتفألون بقصص بيتر بان، لكن جين أصبحت جادة بسبب الحرب العالمية. فبدأت تسخر من القصص التي نقصها والدتها عن بيتر بان واعتقدت انها خرافات، بينما أخاها، داني، كان يؤمن بوجود بيتر بان بشدة.
جين أخبرت والدها انها ستأخذ حذرها لتحمي أمها وأخاها قبل ذهابه للحرب. لكن عندما اخبرتها وندي بالبعد عن المناطق الخطرة لتجنب الأذى من الحرب، غضبت جين وخالفت ما وعدت به أباها وقامت بالصراخ في وجه أخيها داني. بعدها، تعاقب ويندي ابنتها وتوبخها على تصرفها السيء.
كابتن هوك، مازال يريد لانتقام من بيتر بان، ليعود لمنزل عائلة «دارلينغ»، ليس عالما كم من الوقت قد مر، هوك أخطاء بمظهر جين، ظن انها ويندي واختطفها للانتقام من بيتر بان.
في ارض الأحلام، هوك يضع جين باخر السفينة داخل جوال قديم بإغراقها في البحر حيث يوجد أخطبوط عملاق في انتظارها.
أملاً ان يذهب ورائها بيتر بان محاولا إنقاذها ليلتهمه الأخطبوط.
عكس المتوقع، يأتي بيتر بان بصحبة تنة ورنة ليذهب وراء جين ونجح في إنقاذها.
بينما يقع هوك في الحفرة التي حفرها لبيتر بان، حيث كان على وشك ان ياكل من قبل الأخطبوط لولا مساعده، سميع، الذي انقذه من الأخطبوط.
في مكان اخر، بينما اكتشف بيتر بان ان جين هي ابنة ويندي. أراد بيتر بان ان يريها ما كانت تراه أمها.
لقد اخذها إلى بيته، «شجرة المشنوق» لتصبح اما للأولاد التائهين، لكن جين رفضت ذلك لانها تريد العودة إلى منزلها.
لقد حاولوا ان يمرحوا معها وو يعلموها كيف تطير، لكنها أخفقت.
لانها لا تؤمن.
غضبت جين وقالت انها ناضجة لهذه السخافات، وانها لا تصدق بوجود الجنيات. وقد كانت هذه الجملة هي السبب في جعل تنة ورنة في حالة خطيرة حيث كانت تحتضر.
بيتر بان اخبر الأولاد التائهون ان لم تصدق جين بوجود الجنيات، «تنة نورها هنطفي».
و اخبرهم انه يجب ان يضموا جين لمجموعتهم لكي تؤمن.
بعد ان تركتهم جين، وجدها كابتن هوك، قام بخداعها باتفاقية، انه سيساعدها في العودة إلى منزلها وان لا يؤذي شعرة واحدة من رأس بيتر بان، مقابل ان تساعده في العثور على كنزه الذي أخذه بيتر بان.
قام بإعطائها صافرة لاستعمالها عند عثورها على الكنز.
في نفس الوقت، كان بيتر بان والأولاد التائهين يبحثون عنها، بينما وجدها بيتر بان..
اقترحت عليهم جين ان يلعبوا معها «التدوير عالكنز». بدا بيتر بان والأولاد التائهون بأن يمرحوا معها لتعلم كف يمرون في أيامهم في ارض الأحلام.
تبدأ جين بالاستماع وتبتعد قليلا عن الجدية. عندما وجدت جين الكنز، أمسكت بالصافرة وألقتها بعيدا لكي لا يعرف مكانها القراصنة.
بيتر بان والأولاد جعلوا جين أول «بنت تائهة»، مما جعل جين سعيدة لانه كان حلمها منذ الصغر وبداو بالاحتفال.
بعدها، وجد أحد الأولاد التائهين الصفارة ليأخذها ويصفر بها بصوت عال.
في نفس اللحظة، وصل هوك وقراصنته وأمسكوا ببيتر بان والأولاد التائهون. بينما تركوا جين كنوع من الشكر على «مساعدتهم».
بينما حاولت جين ان تشرح انها لم تقصد مساعدة هوك، بيتر بان نعت جين بالخائنة واخبرها انه بسبب عدم تصديقها بوجود الجنيات سينطفئ ضوء تنة ورنة وتموت.
ذهبت جين مسرعة لبيت الأولاد التائهين لتجد انها وصلت متأخرة لإنقاذ تنة.
عندما تدرك جين انه خطاؤها وتبدأ بالبكاء. في هذه اللحظة، لقد آمنت جين بكل ما حولها.
و في اخر لحظة، إيمان جين بوجود الجنيات انقذ تنة ورنة من الموت !
بعدها أسرعا متوجهين لسفينة الكابتن هوك.
وجدت ان هوك قام بربط الأولاد التائهين، وربط بيتر بان لإلقائه في البحر.
و بمساعدة «التركيز، عفار، وتراب أساطير» استطاعت جين الطياران وإنقاذ بيتر بان.
سفينة هوك أغرقت بسبب الأخطبوط (الذي كان بديلاً للتمساح). وهرب القراصنة ومعهم هوك على زورق صغير بلا هدف.
الآن وبعد ان استطاعت جين الطياران، يمكنها الآن العودة لبيتها مع ويندي وداني.
عادت جين لبيتها واعتذرت لوالدتها عن تصرفاتها، بينما كانت جين تحكي لأخيها ما حدث معها في ارض الأحلام، ويندي تقابل بيتر بان لمرة أخيرة.
حينها أخبرت ويندي بيتر بان انها لم تتغير كلياً، حينها بيتر بان يتذكر ويندي التي كان يعرفها في الصغر.
فقد كبرت ويندي الآن، لكنه أدرك انها لم تتغير حقاً.
يقول بيتر بان الوداع لآخر مرة وبعدها يحلق عائدا إلى ارض الأحلام.
عاد أدوارد، والد جين، من الحرب لكي تشتمل العائلة من جديد.
ينتظر بيتر بان وتنة ورنة ليشاهدوا لبضع دقائق قبل ذهابهم للبيت.

## أغاني الفيلم
1. «النجمة اللى باصة عليك»
2. «هحاول»
3. «شغل الولاد التايهين»
4. «هحاول (إعادة)»

## الأرباح
حقق فيلم العودة إلى ارض الأحلام أرباح طائلة تصل إلى 20 مليون دولار إجماليا.

## إصدارات للفيلم
نزل الفيلم على شريط فيديو في عام 2002
و ال DVD عام 2007
و مؤخراً البلو-راي في عام 2013

## روابط خارجية
- عودة إلى أرض الأحلام على موقع IMDb (الإنجليزية)
- عودة إلى أرض الأحلام على موقع ميتاكريتيك (الإنجليزية)
- عودة إلى أرض الأحلام على موقع روتن توميتوز (الإنجليزية)
- عودة إلى أرض الأحلام على موقع نتفليكس (الإنجليزية)
- عودة إلى أرض الأحلام على موقع ألو سيني (الفرنسية)
- عودة إلى أرض الأحلام على موقع Turner Classic Movies (الإنجليزية)
- عودة إلى أرض الأحلام على موقع أول موفي (الإنجليزية)
- عودة إلى أرض الأحلام على موقع بوكس أوفيس موجو (الإنجليزية)
- عودة إلى أرض الأحلام على موقع فيلمافينيتي (الإسبانية)
- عودة إلى أرض الأحلام على موقع قاعدة بيانات الأفلام السويدية (السويدية)